# Saparmurat Niàzov
Saparmurat Ataièvitx Niàzov (en turcman: Saparmyrat Ataýewiç Nyýazow, i en rus: Сапармурат Атаевич Ниязов) (Gypjak, 19 de febrer de 1940 - Aşgabat, 21 de desembre de 2006) fou un polític turcman, primer President del Turkmenistan independent des de 1991 fins a la seva mort, així com des de 1985, quan encara formava part de la Unió Soviètica. Durant el seu perllongat mandat, exercí un règim autocràtic a més d'excèntric, atès que va promulgar diverses lleis totalment absurdes o a benefici de la seva vida personal o familiar.
El seu nom s'escriu "Saparmyrat Ataýewiç Nyýazow" en l'ortografia en alfabet llatí de l'idioma turcman recentment adoptada, i Saparmurat Ataièvitx Niàzov, en la transliteració de l'alfabet cirílic, amb què s'escrivia el turcman fins al canvi d'alfabet impulsat pel mateix Niàzov.
Com a mostra de la seva excentricitat va fer canviar els noms dels mesos de l'any segons els noms de membres de la seva família i el nom turcman del pa va ser substituït pel nom de la seva mare. Segons Global Witness, una organització pels drets humans, els diners que Niàzov va treure il·legalment del seu país ascendiren a 3.000 milions de dòlars.

## Biografia
Nascut a Gypjak, a pocs quilòmetres d’Aşgabat, capital de la República Socialista Soviètica del Turkmenistan, Niàzov va quedar orfe de jove. Segons la versió oficial, el seu pare va morir lluitant contra els alemanys a la Segona Guerra Mundial i la resta de la seva família va morir en el gran terratrèmol que va devastar Aşgabat el 1948. Després va ser criat en un orfenat soviètic, abans de ser acollit per un parent llunyà. El 1966 es va graduar com enginyer industrial. El 1962, Niàzov es va unir al Partit Comunista de la Unió Soviètica on va ser ràpidament promogut, convertint-se el 1985 en el líder del Partit Comunista de Turkmenistan (més tard rebatejat com a Partit Democràtic de Turkmenistan). Niàzov, com a líder de la República Socialista Soviètica de Turkmen, va donar suport al cop d'estat a la Unió Soviètica contra Mikhaïl Gorbatxov el 1991 i va mantenir el control del seu país després de la caiguda de la Unió Soviètica. Es va convertir en el primer president turcman.
El 22 octubre 1993, va canviar oficialment el seu nom a Türkmenbaşy, és a dir Líder dels turcmans, com Mustafa Kemal que es va convertir en Mustafa Kemal Atatürk, Pare dels turcs. El 28 desembre de 1999 va ser proclamat president vitalici per l'Assemblea del Turkmenistan, decisió confirmada l'any 2002 pel Consell Popular, que se suposa que es reunirà un cop l'any però que feia tres anys que no ho feia.
Va morir el 21 de desembre de 2006 d'una aturada cardíaca. Les fonts de l'oposició no estan segures de la data de la seva mort El govern i el consell de seguretat van anunciar en una declaració conjunta que el viceprimer ministre de Turkmenistan, Gurbanguly Berdimuhamedow, va ser nomenat president interí, mentre que aquest paper hauria d'haver anat al president del Parlament Öwezgeldi Ataýew. Segons la Constitució, les eleccions presidencials s'han de celebrar dins dels dos mesos següents a la designació del president interí.

## Culte a la personalitat

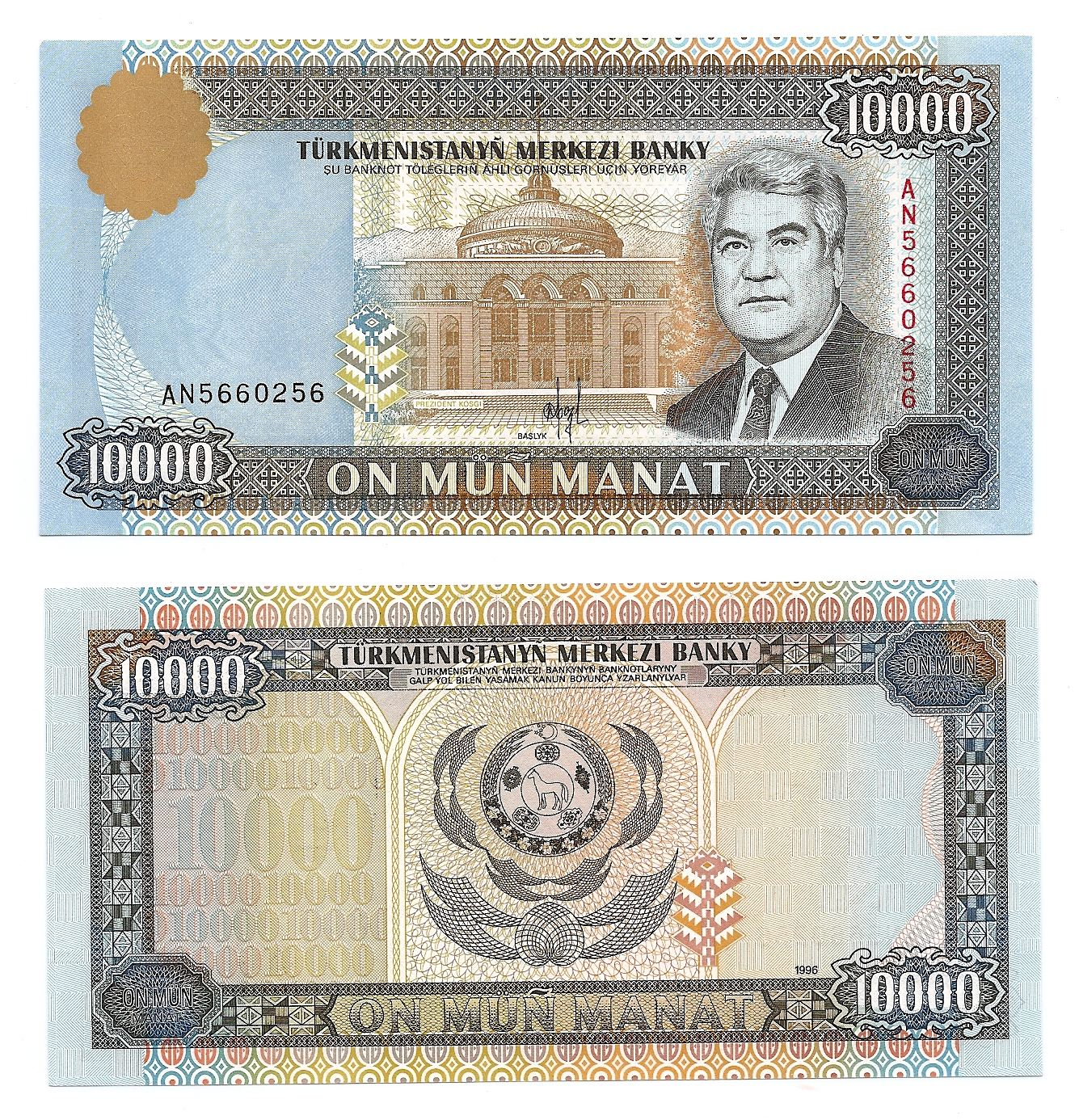
Bitllet de Turkmenistan de 10.000 manats (1996).

Niàzov va ser un líder totalitari, conegut pel seu fort culte a la personalitat i al qual va associar el record de la seva mare perduda durant un terratrèmol, Gurbansoltan Eje. Va situar el renaixement de la cultura turcmana entre les principals prioritats per al desenvolupament del Turkmenistan independent. Fa fundar el Moviment de Renaixement Nacional, una organització que té com a objectiu promoure la cultura turcmana (Galkynish). Des de principis de la dècada del 1990, es va establir una política de desrussificació per tal d'eliminar totes les influències russes que daten dels períodes imperial i soviètic Es considerava el  refundador del país i el redescobridor de l'identitat turcmana. Es va comparar amb Mustafa Kemal Atatürk, el pare dels turcs. Niàzov va exigir ser declarat Profeta pel Consell Popular. Va utilitzar el renaixement cultural turcman per augmentar el seu poder i el seu culte a la personalitat.
Va canviar el nom de la ciutat russa de Krasnovodsk, al mar Caspi, per Türkmenbaşy. També va donar el seu nom, o el de membres de la seva família, a diverses escoles, aeroports i fins i tot a un meteorit. El rostre de Niàzov adorna tots els bitllets, i es mostren grans retrats del president a tot el país, especialment en edificis importants i a les principals avingudes. Estàtues amb la seva semblança, o la de la seva mare, estan escampades per tot Turkmenistan. Una d'elles es troba al bell mig del desert de Karakum. Un altre, revestit d'or, es troba al cim d'un dels edificis més alts d’Aşgabat, l’Arc de la Neutralitat, i gira sobre si mateix de manera que estigui sempre orientat cap al sol. Un altre, vigilat per una sentinella, adorna la plaça davant del Monument a la Independència de Turkmen. Niàzov va ordenar la construcció d'un palau monumental a Aşgabat per commemorar la regla que va emetre: «Personalment, sóc contrari a veure imatges o estàtues meues pels carrers... però això és el que vol la gent».
Les minories ètniques (principalment uzbeks, kazakhs i russos) es van veure obligades a adoptar la cultura turcmana. Els que es resistien a l'assimilació cultural patrocinada per l'estat van ser expulsats. La majoria dels funcionaris governamentals que no són d'origen turcman han estat acomiadats. Per obtenir un lloc a la funció pública, els candidats havien de demostrar que eren d'almenys tres generacions anteriors d'origen turcman abans de ser acceptats. El control social informal es va utilitzar per garantir que tots els ciutadans parléssin turcman i portéssin roba tradicional. Qualsevol dona uzbeka que intenti casar-se amb un turcman és expulsada del país juntament amb els seus fills. En alguns casos, els nens uzbeks que assistien a les escoles turcmenes van rebre l'ordre de vestir-se amb roba turcmena o arriscar-se a ser expulsats de l'escola. Es van tancar totes les escoles de llengua russa excepte una escola destinada a les elits, i el govern va començar a excloure el rus del discurs públic, inclosos els anuncis a la carretera.
El sistema educatiu adoctrina els joves turcmans i glorifica Niàzov. Els treballs escolars consisteixen gairebé exclusivament en obres o discursos de Niàzov. El text bàsic és el Ruhnama, o Llibre de l'ànima, una epopeia nacional escrita per Niàzov. Aquest llibre, una barreja d'història revisionista i pautes morals, pretén ser el guia espiritual de la nació, i la base de les arts i la literatura nacionals. El març de 2006, va declarar: "Qui llegeixi tres vegades el Ruhnama trobarà riquesa espiritual, es farà més intel·ligent, reconeixerà l'existència divina i anirà directament al paradís».
A més, va canviar l'alfabet: l'antic alfabet ciríl·lic, proper a l'utilitzat per al rus, és substituït per un nou Alfabet turcman basat en l'alfabet llatí, proper al turc. Els llibres del període soviètic en l'alfabet antic estan prohibits sense ser substituïts per obres noves, les biblioteques només contenen les obres de Niàzov. L'abril del 2005, Niàzov va ordenar el tancament de totes les biblioteques perquè, segons ell, ningú va a la biblioteca a llegir llibres. Aquest tancament generalitzat forma part d'una onada de prohibicions que afecta l'òpera, el circ, la distribució de diaris i cinemes estrangers. La majoria dels observadors occidentals veuen això com un desig de mantenir el Turkmenistan en la ignorància per tal de regnar-hi millor.
A Gypjak, el poble natal de Niàzov, el 2004 es va construir un complex en memòria de la seva mare. Inclou una mesquita, la mesquita Gypjak, estimada en cent milions de dòlars (construïda per Bouygues) i dissenyada com a símbol del renaixement del poble turcman. A les parets d'aquest edifici hi ha inscrits preceptes extrets del Ruhnama barrejats amb sures de l'Alcorà. Aquest estat de coses és considerat blasfem per uns quants musulmans, la tradició islàmica no reconeix cap igual a l'Alcorà.
Altres intents de Niàzov de transformar la cultura turcmana inclouen definir etapes de la vida i canviar el nom dels dies i mesos de l'any, rebatejant-los amb herois o símbols nacionals. Així, gener es va convertir en türkmenbaşy, abril gurbansoltan eje (nom de la seva mare), setembre ruhnama i desembre bitaraplyk, és a dir 'neutralitat'. Tots els altres noms de mesos es veuen afectats de la mateixa manera. L'any 2003 també es va proclamar l'any de Gurbansoltan Eje (nom de la seva mare). L'any 2002 va fer obsoleta la paraula tradicional turcmana çörek, que significa pa, substituint-la per gurbansoltan eje. El 2005, substitueix el Jurament hipocràtic per un jurament presidencial. L'any 2006, una nova varietat de meló es va anomenar türkmenbaşy. Va afirmar que el seu llibre, el Ruhnama, té el mateix valor que l'Alcorà i la Bíblia.

## Política presidencial i afers exteriors
Només dues religions han rebut permís per instal·lar llocs de culte al Turkmenistan: l’islam sunnita, que és la religió de l’estat, i l'Església Ortodoxa Russa. Les organitzacions culturals no turcmanes no estan permeses al país.
A partir de l'any 1993 i la seva primera visita oficial a França, Niàzov va establir una relació amb la constructora Bouygues, encarregant-li la renovació o construcció de nombrosos edificis a la capital i pobles dels voltants. Entre 1994 i 2014, Turkmenistan va representar la meitat de l'activitat internacional de Bouygues Construction, segons el Ministeri d'Afers Exteriors francès. Niàzov també va demanar als equips de TF1, filial del grup Bouygues, la renovació del primer canal nacional turcman. Al seu torn, TF1 va convidar Niàzov a una entrevista televisiva mai emesa, en companyia de Patrick Le Lay, Martin Bouygues i Jean-Claude Narcy.
Després d'un suposat intent d'assassinat a Niàzov el 25 novembre de 2002, les autoritats turcmanes van arrestar un gran nombre de suposats conspiradors així com els seus familiars. Alguns dels crítics de Niàzov diuen que l'intent es va prendre per fer mesures contra la creixent oposició política dins i fora del país.
Durant l'estiu de 2004, la capital Aiskhabad va ser l'escenari d'una campanya de distribució de fulletons demanant l'enderrocament i el judici de Niàzov. Les autoritats no van poder posar fi a aquesta campanya, que es va traduir en la destitució televisiva del president del ministre de l'Interior i del rector de l'Acadèmia de Policia. Niàzov va acusar el ministre de ser incompetent i va declarar: "No puc dir que tinguessis cap mèrit o que vas lluitar contra el crim amb molt zel».
El 2004, Niàzov va voler privatitzar el sistema de salut turcman i reduir els costos va acomiadar quinze mil empleats que treballaven als hospitals, substituint-los per reclutes de l'exèrcit. Com a part d'aquesta reforma, el govern va anunciar l'any 2005 el tancament de tots els hospitals excepte els de la capital, Aşgabat.
A finals de 2004, Niàzov es va reunir amb l'antic primer ministre del Canadà Jean Chrétien per discutir un contracte petrolier a Turkmenistan per a una empresa canadenca. El març de 2005, la notícia d'aquesta entrevista va provocar un clam entre els cercles de l'oposició al Canadà, amb aquest últim proclamant que l'afer corria el risc de danyar el llegat de Chrétien.
El 2005, Niàzov va anunciar que el seu país reduiria els seus llaços amb la Comunitat d'Estats Independents, l'aliança de les antigues repúbliques soviètiques.